# Панопея
Панопея или Панопа (лат. Panopea, Panope) — персонаж древнегреческой мифологии. Нереида. С ней состязалась в красоте Кассиопея. Спасла Ино. Вняла молитве Клоанфа.
Панопея — морская богиня, которую моряки призывали во время шторма.
Участница пятого из «Морских разговоров» Лукиана. Её именем назван астероид (70) Панопея, открытый в 1861 году
- См. Нонн. Деяния Диониса XXXIX 253.